# Hrastje
 Hrastje  falu Horvátországban Zágráb megyében. Közigazgatásilag Szentivánzelinához tartozik.

## Fekvése
Zágrábtól 30 km-re, községközpontjától  3 km-re északkeletre, az A4-es autópálya mellett  fekszik.

## Története
A települést az 1704-es egyházlátogatás említi először. Nevét tölgyfában gazdag határáról kapta. 
1857-ben 137, 1910-ben 267 lakosa volt. Trianonig Zágráb vármegye Szentivánzelinai járásához tartozott.
2001-ben 211 lakosa volt.

## Külső hivatkozások
Szentivánzelina község hivatalos oldala